# Свети Криж (Мала Суботица)
Свети Криж је насељено место у саставу општине Мала Суботица у Међимурској жупанији, Хрватска. До територијалне реорганизације у Хрватској налазио се у саставу старе општине Чаковец.

## Становништво
На попису становништва 2011. године, Свети Криж је имао 410 становника.

## Попис1991.
На попису становништва 1991. године, насељено место Свети Криж је имало 347 становника, следећег националног састава:
| Попис 1991.‍  | Попис 1991.‍  | Попис 1991.‍ | Попис 1991.‍ | Попис 1991.‍ |
| ------------ | ------------ | ----------- | ----------- | ----------- |
|              |              |             |             |             |
| Хрвати       | Хрвати       |             | 336         | 96,82%      |
| Словенци     | Словенци     |             | 3           | 0,86%       |
| Албанци      | Албанци      |             | 1           | 0,28%       |
| Црногорци    | Црногорци    |             | 1           | 0,28%       |
| неопредељени | неопредељени |             | 2           | 0,57%       |
| регион. опр. | регион. опр. |             | 1           | 0,28%       |
| непознато    | непознато    |             | 3           | 0,86%       |
| укупно: 347  |              |             |             |             |